# Duc de Richelieu

Wappen der de Vignerot du Plessis

Wappen des Kardinals Richelieu

Der Titel Duc de Richelieu, Pair von Frankreich, wurde am 26. November 1629 für den Kardinal Armand Jean du Plessis de Richelieu (1585–1642) geschaffen, der Erster Minister des Königs Ludwig XIII. war.

## Übertragbarkeit
Da der Duc de Richelieu Kirchenfürst war, konnte er seinen Titel nicht an Nachkommen übertragen. Er bekam jedoch das Recht, ihn auf den ältesten Sohn seines Großneffen Armand Jean de Vignerot du Plessis (der Name Vignerot, Schwager von Richelieu, und seiner Nachkommen wird auch Vignerod geschrieben), Enkel seiner ältesten Schwester Françoise (1577–1615), der Ehefrau von René de Vignerot, Herr („seigneur“) von Pontcourlay († 1625), zu übertragen.
Armand Jean de Vignerot fügte seinem Namen den des Kardinals (du Plessis) hinzu, übernahm sein Wappen und erhielt 1697 die Ernennung zum Duc de Richelieu und Pair von Frankreich. 
Der Titel wurde zwei Mal weitergegeben: 1822 und 1879. Armand Emmanuel du Plessis, duc de Richelieu hatte keine Nachkommen, erhielt jedoch das Recht, dass der Titel „Duc de Richelieu“ auf den Sohn seiner Halbschwester Simplice, geborene d’Antoine-Pierre de La Chapelle de Saint-Jean de Jumilhac, übergeht mit der Übertragungsmöglichkeit an seinen jüngeren Bruder, wenn er ohne männlichen Nachkommen sterben sollte; dies geschah tatsächlich, so dass der Titel an seinen Neffen fiel.
Der Titel erlosch 1952 mit dem 7. Duc de Richelieu und Alice Heine (1858–1925), die 1880 Witwe wurde und 1889 den Prinzen Albert I. von Monaco heiratete. Laut Testament von 1930 fiel der Großteil des Vermögens der Ducs de Richelieu (insbesondere Schloss Richelieu und schriftliche Unterlagen der Familie) an die Universität von Paris und bildet heute den Grundstock zur Verteilung einer Vielzahl akademischer Auszeichnungen der Universität. Die Unterlagen werden in der Bibliothek Victor Cousin, einer Abteilung der Bibliothek der Sorbonne, aufbewahrt. Die Auszeichnung wird jeweils von der Kanzlei der Universität festgelegt.

## Chronologie der Ducs de Richelieu

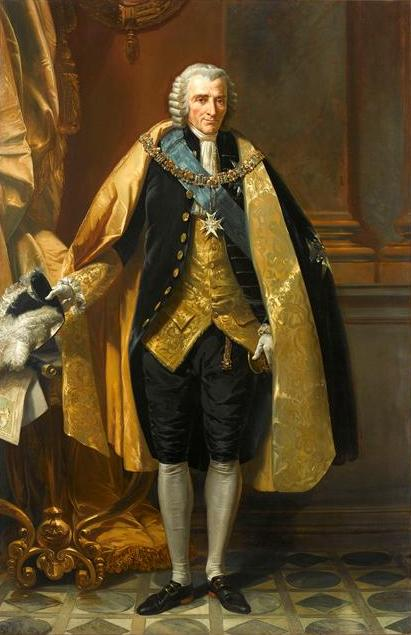
3. Duc de Richelieu

1. 1629–1642: Armand Jean du Plessis, duc de Richelieu (1585–1642) Kardinal, 1. Duc de Richelieu, Erster Minister und Generalleutnant von Frankreich unter Louis XIII.
2. 1657–1715: Armand Jean de Vignerot du Plessis (1639–1715), 2. Duc de Richelieu, Großneffe des Vorgängers.
3. 1715–1788: Louis François Armand de Vignerot du Plessis (1696–1788), 3. Duc de Richelieu, Marschall von Frankreich, Sohn des Vorgängers.
4. 1788–1791: Louis Antoine Sophie de Vignerot du Plessis (1736–1791), 4. Duc de Richelieu, Sohn des Vorgängers.
5. 1791–1822: Armand Emmanuel du Plessis, duc de Richelieu (1766–1822), 5. Duc de Richelieu, Ratspräsident und Außenminister, Sohn des Vorgängers.
6. 1822–1879: Armand François Odet de La Chapelle de Saint-Jean de Jumilhac (1804–1879), 6. Duc de Richelieu, Neffe des Vorgängers.
7. 1879–1880: Marie Odet Richard Armand de La Chapelle de Saint-Jean de Jumilhac (1847–1880), 7. Duc de Richelieu, Neffe des Vorgängers.
8. 1880–1952: Marie Odet Jean Armand de La Chapelle de Saint-Jean de Jumilhac (1875–1952), 8. und letzter Duc de Richelieu, Sohn des Vorgängers.